# Gröbern
Gröbern este o comună din landul Saxonia-Anhalt, Germania.